# Eduardo Lara
Eduardo Lara Lozano (Pradera, 4 settembre 1959) è un allenatore di calcio colombiano, tecnico dell'Once Caldas.

## Carriera

### Allenatore
Nel 2000 diresse Boca Juniors de Cali ed Expreso Palmira: nel 2001 vinse la Categoría Primera B con il Deportes Quindío, ottenendo così la promozione in prima divisione. Dal 2003 in poi diresse varie Nazionali giovanili, ottenendo vari buoni piazzamenti come i secondi posti durante il Sudamericano Sub-16 del 2004 e del Sudamericano Sub-17 del 2007, il quarto posto al campionato mondiale di calcio Under-15 2003 e la vittoria del Campionato sudamericano di calcio Under-20 2005. Dal 16 settembre 2008 fino al maggio 2010 ha allenato la Nazionale maggiore.

## Palmarès

### Allenatore

#### Competizioni nazionali
- Categoría Primera B: 1

Deportes Quindío: 2001

### Nazionale
- Campionato sudamericano Under-20: 1

2005